# مصطفى سيماك
مصطفى سيماك (11 فبراير 1993 بديفينتر في هولندا - ) هو لاعب كرة قدم تركي وهولندي في مركز جناح ‏. شارك مع منتخب هولندا تحت 19 سنة لكرة القدم ومنتخب تركيا تحت 20 سنة لكرة القدم ومنتخب هولندا تحت 21 سنة لكرة القدم. أما مع النوادي، فقد لعب مع بي إي سي زفوله.

## وصلات خارجية
- مصطفى سيماك على موقع الاتحاد الأوربي (الإنجليزية)
- مصطفى سيماك على موقع اتحاد تركيا (لاعب) (الإنجليزية)
- مصطفى سيماك على موقع قاعدة بيانات كرة القدم.إي يو (الإنجليزية)
- مصطفى سيماك على موقع Soccerway.com (الإنجليزية)
- مصطفى سيماك على موقع عالم كرة القدم.نت (الإنجليزية)